# کینگزبری
latitudeکینگزبریlongitudeکینگزبری
کینگزبری (به انگلیسی: Kingsbury) یک روستا در بریتانیا است که در انگلستان واقع شده‌است.

## خصوصیات
کینگزبری ۴٬۱۶۸ نفر جمعیت دارد.